# Komet NEAT 11
Komet NEAT 11 ali 215P/NEAT je periodični komet z obhodno dobo okoli 8,1 let. Komet pripada Jupitrovi družini kometov .

## Odkritje
Komet so odkrili 8. maja 2002 v okviru programa NEAT (Near Earth Asteroid Tracking).